# Hastinapura
Hastinapura é uma estação arqueológica próxima do rio Ganges, a nordeste de Deli, onde a descoberta de quatro culturas diferentes (como a cerâmica indicou) ajudou a colmatar a brecha existente na pré-história indiana entre a queda dos Harappans (c. 1. 500 a.C) e a chegada de Alexandre Magno (século IV a.C.). Não foram encontrados ferro ou quaisquer inscrições, embora estiletes de osso sugiram o conhecimento da escrita por parte do povo que lá habitou. Há vestígios de inundação e de fogo.